# The Planets
The Planets (tiếng Việt: Các hành tinh), là một tác phẩm dành cho dàn giao hưởng gồm bảy phần, lần lượt được đặt tên theo 7 hành tinh ở hệ Mặt Trời. Tác phẩm được viết bởi nhà sáng tác người Anh Gustav Holst vào giữa năm 1914 và 1917. 
Tác phẩm được ra mắt với công chúng lần đầu tiên vào ngày 29 tháng 11 năm 1918 tại Queen's Hall ở London với ông Adrian Boult làm nhạc trưởng (là bạn của Holst), buổi ra mắt có 250 khách mời tham gia. Sau đó, lần lượt vào năm 1919 và đầu năm 1920, 3 phần của tác phẩm được biểu diễn trong 3 buổi diễn khác nhau, và vào ngày 15 tháng 11 năm 1920, tác phẩm được lần đầu tiên biểu diễn hoàn chỉnh bởi Dàn nhạc giao hưởng London (London Symphony Orchestra) với Albert Coates làm nhạc trưởng.
Tác phẩm mang lại nhiều sự quan tâm của công chúng và vì có môtip khá mới mẻ nên đa số khán giả đều thích tác phẩm này, mặc dù vẫn bị chỉ trích bởi một phần nhỏ khán giả. Nhanh chóng, tác phẩm trở nên nổi tiếng và được biểu diễn bởi các dàn nhạc khác nhau, chính ông Holst cũng đã tự làm nhạc trưởng cho 2 buổi biểu diễn tác phẩm này của ông. Sau này, cũng phải đến ít nhất 80 buổi biểu diễn tác phẩm này ở nước Anh nói riêng, và ở cả thế giới nói chung.

### Audio clips
- Jupiter Lưu trữ ngày 25 tháng 2 năm 2012 tại Wayback Machine performed by the Royal Scottish National Orchestra with Alexander Gibson in the Henry Wood Hall in Glasgow in July 1979
- Jupiter Lưu trữ ngày 25 tháng 2 năm 2012 tại Wayback Machine arranged by Stephen Roberts and performed by the Black Dyke Band